# Valparaiso (Saskatchewan)
Valparaiso es un pueblo canadiense situado en la provincia de Saskatchewan.

## Superficie
Valparaiso tiene una superficie de 0,74 km².

## Demografía
En 2021, tenía 25 habitantes, una densidad poblacional de 33,7 hab./km², y 11 viviendas.